# (36287) 2000 ER45
2000 ER45 (asteroide 36287) é um asteroide da cintura principal. Possui uma excentricidade de 0.20145290 e uma inclinação de 0.45093º.
Este asteroide foi descoberto no dia 9 de março de 2000 por LINEAR em Socorro.